# The American President
The American President (bra: Meu Querido Presidente; prt: Uma Noite com o Presidente) é um filme norte-americano de 1995 dirigido por Rob Reiner, escrito por Aaron Sorkin e estrelado por Michael Douglas, Annette Bening, Martin Sheen, Michael J. Fox, David Paymer e Samantha Mathis. No filme, o Presidente Andrew Shepherd é um viúvo que tenta uma relação com a lobista Sydney Ellen Wade—que acabou de se mudar para Washington, D.C.—enquanto ao mesmo tempo tenta aprovar um projeto de lei de controle ao crime.
O compositor Marc Shaiman foi indicado ao Oscar de Melhor Trilha Sonora para Comédia ou Musical. The American President ainda foi indicado ao Golden Globe de Melhor Filme – Comédia ou Musical, Melhor Diretor, Melhor Roteiro, Globo de Ouro de melhor ator em comédia ou musical e Melhor Atriz – Comédia ou Musical. Em 2002, o American Film Institute elegeu The American President como o #75 em sua lista das Melhores Histórias de Amor do Cinema Americano.

## Enredo
Andrew Shepherd é introduzido como um Presidente Democrata altamente popular vindo do estado do Wisconsin, se preparando para concorrer a reeleição. O presidente e seu Chefe de Gabinete, A. J. MacInerney, tentam consolidar os 63% de aprovação de sua administração ao aprovar um projeto de lei para controlar o crime. Entretanto, o apoio ao projeto de ambos os partidos é tépido: os conservadores não o querem e os liberais o acham muito fraco. Se for aprovado, a reeleição de Shepherd está presumidamente garantida, e ele decide anunciar o projeto.
Com o Presidente da França chegando aos Estados Unidos para participar de um jantar de estado em sua honra, Shepherd—viúvo há três anos depois que sua esposa morreu de câncer—é colocado em uma situação embaraçosa quando sua prima, com quem ele tinha planejado para comparecer ao jantar, fica doente.
A atenção do Presidente logo se foca em Sydney Ellen Wade, recém contratada por uma firma lobista ambiental para persuadi-lo a aprovar uma legislação comprometendo sua Administração a reduzir as emissões de dióxido de carbono substancialmente. Durante seu primeiro encontro, Shepherd e Wade ficam imediatamente intrigados um com o outro. No encontro, Shepherd faz um acordo com Wade: se ela conseguir 24 votos para o projeto de lei ambiental, ele irá conseguir os outros 10. Quais quer que sejam seus sentimentos pessoais para com Wade, o Presidente os expressa com seu gabinete, especialmente para o pragmático A. J., como um movimento político. Ele acredita que Wade não irá conseguir assegurar o número de votos necessários para cumprir sua parte do acordo, libertando Shepherd da responsabilidade se o projeto não for aprovado.
Mais tarde naquela, em uma série de telefonemas, Shepherd convida Wade para o jantar de estado. Durante o jantar e em ocasiões subsequentes, os dois se apaixonam. Quando o aspirante a candidato a presidência Republicano Bob Rumson descobre que "o Presidente tem uma namorada", ele começa a atacar os dois, se focando no passado ativista de Wade e difamando a ética e os valores familiares de Shepherd. O Presidente se recusa a reponder sobre o assunto, que faz com que seu indíce de aprovação caia e ele perca apoio político, sem o qual seu projeto de lei parece estar fadado a reprovação.
Na Festa de Natal da Casa Branca, Wade fica desanimada sobre seu encontro com três deputados de Michigan sobre o projeto de lei ambiental; no processo, ela inadvertidamente menciona ao Presidente e MacInerney que os deputados em questão disseram que o único projeto que eles estavam mais interessados em derrotar do que o do Presidente, era o projeto ambiental de Wade. Shepherd e MacInerney ficam em conflito pela informação já que ela claramente não tinha noção das implicações desta conversa casual, menos ainda de que eles poderiam usar essa informação a seu favor e contra seu projeto ambiental.
Eventualmente, Wade não consegue votos suficientes para cumprir sua parte do acordo. Entretanto, no meio tempo, a equipe de Shepherd descobre que ele está a três votos de conseguir seu projeto de lei, com nenhuma possibilidade de adquiri-los além de arquivar o projeto ambiental, assim solidificando o apoio dos três deputados de Michigan—o Presidente concorda. Isso é desastroso para Wade já que ela é imediatamente despedida da firma lobista, falhando em atingir seus objetivos, e sua reputação política é gravimente ferida. Ela visita a Casa Branca para terminar com o presidente. Ele diz a ela que política é sobre fazer escolhas, sua prioridade número um sempre foi o projeto de lei contra o crime, e que ele não deseja perde-la por causa disso. Ela o parabeniza por aprovar um projeto de lie contra o crime que em nenhuma hipótese vai ajudar a lutar contra o crime, concluindo dizendo "Sr. Presidente, você têm problemas maiores do que me perder—você perdeu meu voto".
Na manhã em que ele vai fazer um discurso no Congresso, o Presidente faz uma aparição surpresa na sala de imprensa da Casa Branca, e eloquentemente rebate os ataques de Rumson contra o passado de Wade e seus valores. Shepherd declara que ele irá enviar o controverso projeto de lei ambiental para o Congresso e que ele está retirando seu apoio do fraco projeto contra o crime, prometendo escrever um mais forte no futuro. Sua defesa apaixonada e erudita daquilo que acredita, em contraste com seu comportamento passivo anterior, inflama a imprensa e sua equipe.
Shepherd declara que ele está indo "para a casa dela e não vou sair até consegui-lá de volta", porém Wade entra na Salão Oval antes dele sair. Os dois fazem as pazes e o Presidente, acompanhado por Wade, sai para fazer seu discurso no Congresso, onde ele é recebido com enormes aplausos.

## Elenco
- Michael Douglas como Andrew Shepherd, Presidente dos Estados Unidos
- Annette Bening como Sydney Ellen Wade
- Martin Sheen como A. J. MacInerney, Chefe de Gabinete da Casa Branca
- Michael J. Fox como Lewis Rothschild, Assistente do Presidente para Política Doméstica
- David Paymer como Leon Kodak, Vice-Chefe do Estado Maior da Casa Branca
- Samantha Mathis como Jane Basdin, Assistente Pessoal do Presidente
- Anna Deveare Smith como Robin McCall, Porta-voz da Casa Branca
- Shawna Waldron como Lucy Shepherd, filha do Presidente
- Anne Haney como Sra. Shapil, Secretária do Presidente dos Estados Unidos
- Richard Dreyfuss como Bob Rumson, Senador Republicano do Kansas
- Nina Siemaszko como Beth Wade
- Wendie Malick como Susan Sloan
- Beau Billingslea como Cooper, Agente Especial do Serviço Secreto dos Estados Unidos
- Gail Strickland como Esther MacInerney
- Joshua Malina como David
- John Mahoney como Leo Solomon
- Taylor Nichols como Stu

## Crítica
The American President foi bem recebido pela crítica especializada. No site Rotten Tomatoes, o filme possui uma aprovação de 90%, baseado em 51 resenhas, com uma nota média de 7/10. O consendo é "Uma charmosa comédia romântica com uma pegada política, o The American President de Rob Reiner apresenta interpretações fortes de seus principais e algumas observações pungentes sobre política e mídia na década de 1990". Em contraste, no agregador Metacritic, o filme possui um indíce de 67/100, baseado em 21 resenhas, indicando "críticas geralmente favoráveis".